# Contea di Stone (Arkansas)
La contea di Stone, in inglese Stone County, è una contea dello Stato dell'Arkansas, negli Stati Uniti. La popolazione al censimento del 2000 era di 11 499 abitanti. Il capoluogo di contea è Mountain View.

## Storia
La contea di Stone fu costituita nel 1873.